# Palacio de Justicia del Condado de Morrill
El Palacio de Justicia del Condado de Morrill es un edificio de arquitectura neoclásica, localizado en Bridgeport (Nebraska). Fue construido en 1909 por el estudio de arquitectura J.P. Eisentraut. Fue incluido en el Registro Nacional de Lugares Históricos en 1990.
Se le ha considerado un lugar valioso en términos históricos y arquitectónicos por ser un centro de gobierno local y «un excelente ejemplo de arquitectura pública en la comunidad».